# Illustrierte Chronik Iwans IV.

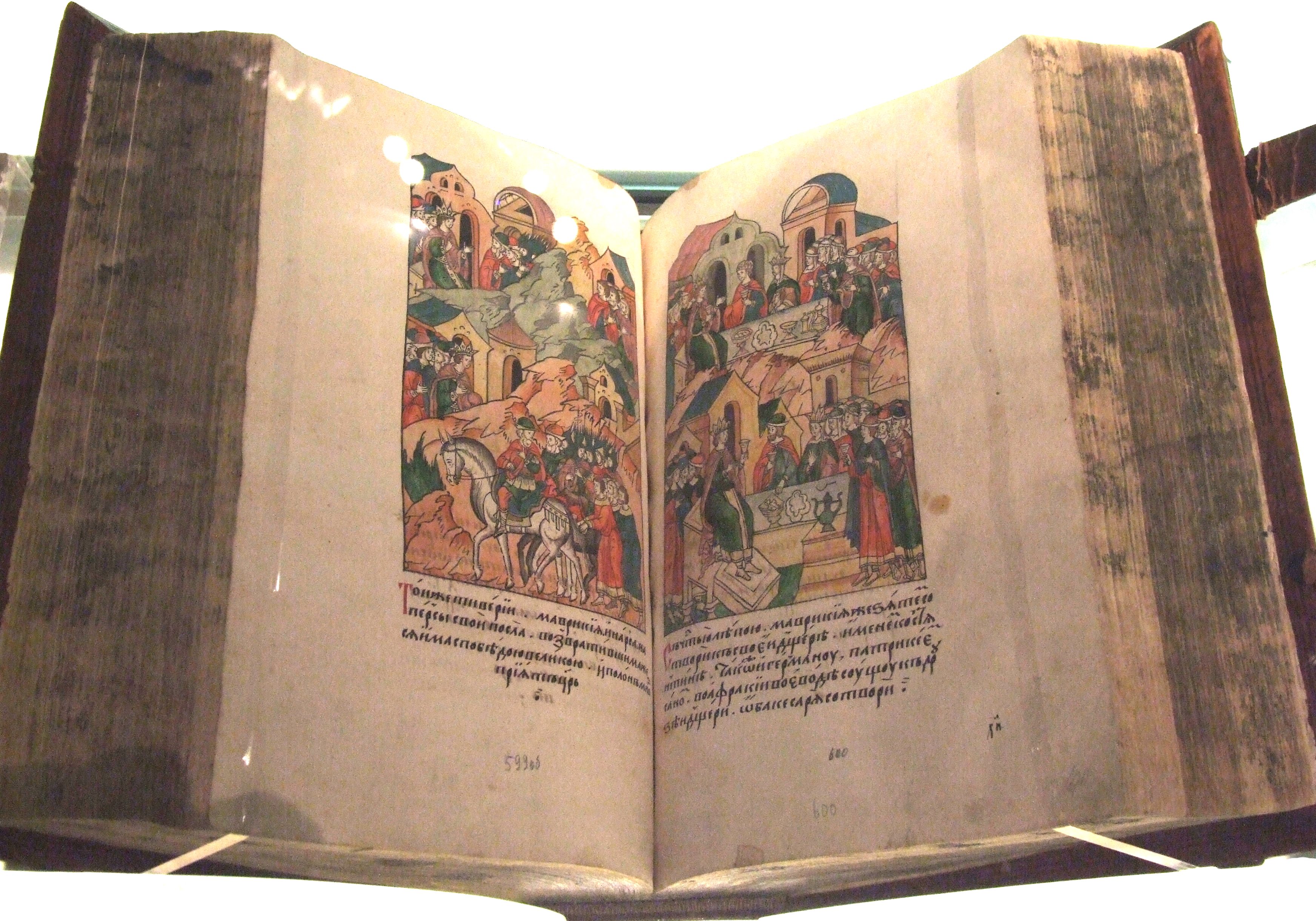
Ein Band der Illustrierten Chronik

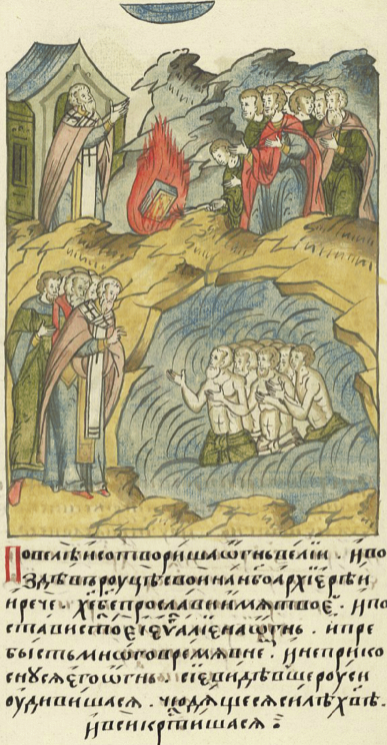
Eine Miniatur zur Christianisierung der Rus 988

Die Illustrierte Chronik Iwans IV. (russisch Лицевой летописный свод), auch das Zarenbuch (russisch Царь-книга) genannt, ist eine russische Chronik, die Ereignisse der Weltgeschichte und insbesondere der russischen Geschichte zusammenfasst.
Das aus 10 Bänden bestehende Manuskript wurde zwischen 1568 und 1578 in einem einzigen Exemplar für die Bibliothek des Zaren Iwans IV. „des Schrecklichen“ in seinem Auftrag geschrieben. Auf ca. 20 Tausend Seiten umfasst die Chronik den Zeitraum von der „Erschaffung der Welt“ bis zum Jahr 1567. Die Ereignisse sind dabei in der Technik der damaligen Buchmalerei mit ca. 16 Tausend Bildern illustriert. Sie gilt als die größte der russischen Chroniken. Als Entstehungsort gilt die damalige Zarenresidenz in Alexandrow. Aufgrund einiger chronologischer Lücken in Bezug auf die Frühgeschichte Russlands (Nestorchronik) und auf Teile der Herrschaft Iwans des Schrecklichen wird vermutet, dass Teile der Illustrierten Chronik nicht bis in unsere Zeit überdauert haben.
Die verschiedenen Bände werden heute separat an drei Orten aufbewahrt: im Staatlichen Historischen Museum, in der Bibliothek der Russischen Akademie der Wissenschaften und in der Russischen Nationalbibliothek. Ab 2004 wurden 50 Faksimile-Ausgaben angefertigt und ab 2014 gibt es eine digitale Version.